# Hnúabak
Hnúabak är en kulle i republiken Island. Den ligger i regionen Norðurland vestra, 120 km nordost om huvudstaden Reykjavík. Toppen på Hnúabak är 571 meter över havet.
Trakten runt Hnúabak är nära nog obefolkad, med mindre än två invånare per kvadratkilometer. Det finns inga samhällen i närheten. Trakten runt Hnúabak består i huvudsak av gräsmarker.